# 马特瓦拉
马特瓦拉 墨西哥东北部圣路易斯波托西州北部城市。位于内地高原，海拔1815米。在萨拉多谷地。为矿业（金、银、铅和铜）和工业（炼铜）中心。有皮革、酿酒和龙舌兰纤维等厂。也种植一些玉米。公路通州首府圣路易斯波托西和科阿韦拉州首府萨尔蒂约。有机场。